# Captieux
Captieux (gaskonsko Capsiuts) je naselje in občina v jugozahodnem francoskem departmaju Gironde regije Akvitanije. Leta 2009 je naselje imelo 1.416 prebivalcev.

## Geografija
Naselje leži v pokrajini Gaskonji znotraj naravnega regijskega parka Landes de Gascogne, 75 km južno od Bordeauxa.

## Uprava
Captieux je sedež istoimenskega kantona, v katerega so poleg njegove vključene še občine Escaudes, Giscos, Goualade, Lartigue in Saint-Michel-de-Castelnau z 2.104 prebivalci.
Kanton Captieux je sestavni del okrožja Langon.

## Zanimivosti
Captieux je vmesna postaja na romarski poti Via Lemovicensis v Santiago de Compostelo.
- neogotska cerkev sv. Martina iz leta 1869;